# Клое Маданес
Клое Маданес (на испански: Cloé Madanes) е аржентински психотерапевт по семейна терапия и писателка на произведения в жанра книги за самопомощ.

## Биография и творчество
Клое Маданес е родена на 14 август 1940 г. в Буенос Айрес, Аржентина. Следва психология в Буенос Айрес при Милтън Ериксън, който завършва през 1965 г. От 1974 г. работи в болницата на университета в Мериленд в Балтимор като клиничен асистент в катедрата по психиатрия, а после е асистент в болницата на университета „Хауърд“ във Вашингтон. В периода 1980 – 1984 г. е доцент по психиатрия в Университета на Мериленд.
С бившия си партньор Джей Хейли основават Института по семейна терапия във Вашингтон и Центъра за семейна терапия в Мериленд, където тя работи като директор до развода им през 90-те години. Заедно са едни от основателите на стратегическия подход при семейната терапия.
Тя е авторка на редица книги: „Стратегическа семейна терапия“, „Зад еднопосочното огледало“, „Секс, любов и насилие“, „Скритият смисъл на парите“ и „Насилието на мъжете“ и др. Книгите ѝ са преведени на повече от двадесет езика и са представени на много професионални конференции по целия свят. Удостоена е с няколко награди за принос към психологията. През 2001 г. получава отличието „доктор хонорис кауза“ от университета на Сан Франциско.
От 2002 г. работи с Тони Робинс, разработвайки новата област на стратегическата интервенция, за обучение на стратегически интервенционисти за намиране на решения на междуличностни конфликти, предотвратяване на насилие и допринасяне за създаването на по-сплотена и гражданска общност. Тя е директор на Центъра за стратегическа намеса „Робинс-Маданес“. Тя е ръководител и член на Американската асоциация по брачна и семейна терапия.

## Произведения
- Strategic Family Therapy (1981)[1][2][3]
- Behind the One-Way Mirror: Advances in the Practice of Strategic Therapy (1984)
- Sex, Love, and Violence: Strategies for Transformation (1990)
- The Secret Meaning of Money (1994)
Скритият смисъл на парите : как да не позволим на финансовите проблеми да разрушат най-важните ни взаимоотношения, изд. „Адвиза“ (2021), прев. Валя Данкова, Младен Запрянов
- The Violence of Men: New Techniques for Working with Abusive Families (1995) – с други
- Rebels With a Cause (2000)
- The Godfather Strategy: Finding the Offer a Client Can’t Refuse (2000)
- Leadership in Times of Crisis at Addiction Treatment Centers (2004)
- Remembering Our Heritage (2004)
- The Therapist as Humanist, Social Activist and Systemic Thinker and Other Selected Papers (2006)
- Relationship Breakthrough (2009)[2]
Революция на връзките : как да изграждаме хармонични взаимоотношения във всяка една област на живота, изд. „Адвиза“ София (2020), прев. Андрей Басат
- Not By Accident (2022)
Нищо случайно, изд. „Адвиза“ (2023), прев.